# Epiactis vincentina
Epiactis vincentina is een zeeanemonensoort uit de familie Actiniidae.
Epiactis vincentina is voor het eerst wetenschappelijk beschreven door Carlgren in 1939.